# Jacques de Lalaing (1421-1453)
Pour les articles homonymes, voir Jacques de Lalaing.
Jacques de Lalaing (1421-1453), dit le Bon Chevalier, est l'un des chevaliers les plus vaillants du duc de Bourgogne Philippe III le Bon. Il est nommé, également, Jacquet de Lalain.

## Biographie
Il est le fils de Guillaume de Lalaing et de Jeanne, dame de Créquy.
Il a trois frères : 
- Jean de Lallaing, prévôt de Saint-Lambert de Liège ;
- Philippe de Lallaing, filleul de Philippe le Bon ;
- Antoine de Lalaing, qui est tué par les Suisses en combattant sous l'étendard de Charles le Hardi ;
- et un demi-frère bâtard du nom de Jean, seigneur de Haubourdin.

Il a trois sœurs, qui sont Yolande de Lalaing, qui se marie à Renaud II de Brederode (1415-1473), seigneur de Brederode, grand baron (stadhouder) de Hollande ; Isabeau de Lalaing, qui épouse Pierre 1er de Henin-Liétard, seigneur de Bossu, grand baron du Hainaut ; et Jeanne, dame d'Esclaibes, qui épouse Philippe de Bourbon, seigneur de Duisant.

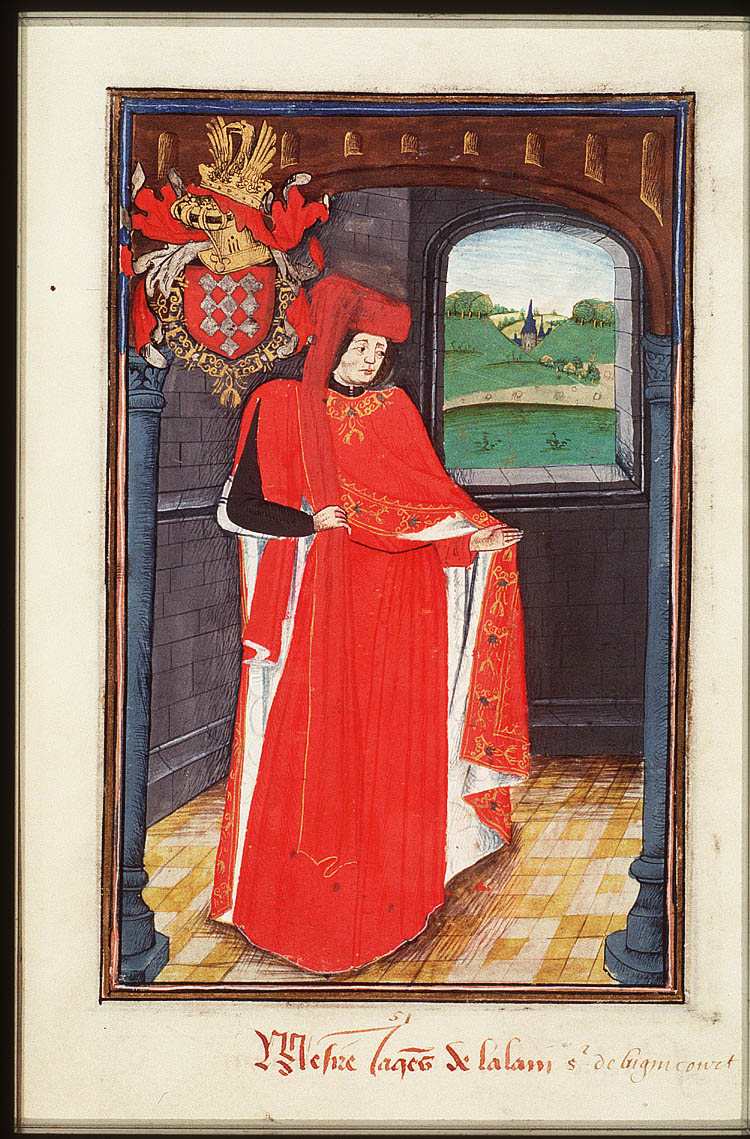
Jacques de Lalaing (1421-1453).

Il se distingue à Clermont en Beauvaisis. Un tournoi l'oppose à cinq Bourguignons. En 1436, il est envoyé par le duc de Bourgogne avec 600 combattants pour servir le roi de France, sous les ordres du maréchal Jean de Villiers de L'Isle-Adam. En 1445, un tournoi l'oppose à un chevalier sicilien dénommé Jean de Boniface. Il joute également en 1448 à Valladolid devant le roi Jean II de Castille.
Il se fait également remarquer en tenant un pas d'armes à Chalon-sur-Saône, sur l'île Saint-Laurent, le Pas de la Fontaine aux Pleurs, qui dure un an, entre 1449 et 1450. « Ce chevalier du Hainault, compagnon du prince Adolphe de Clèves (fils de la sœur ainée de Philippe le Bon), conseiller et chambellan du duc de Bourgogne, avait en effet choisi la ville de Chalon pour organiser ce pas, à cause de son emplacement stratégique à la frontière du royaume et du Saint-Empire, en plein cœur du duché composé de terres appartenant aux deux couronnes et vu "que le païs estoit situé au passage de France, d’Angleterre, d’Espagne et d’Escoce, pour aller à Romme". Il comptait avec raison sur le Grand Jubilé avec Pardon annoncé à Rome pour l’an 1450. Mais il désirait aussi combattre, en "Bon Chevalier" et pour le plaisir de Dieu, trente hommes en lice close avant son trentième anniversaire. » a écrit Claus-Peter Haverkamp.
En 1451, il est décoré de l'ordre de la Toison d'or après le tournoi de Gand. 
En 1452, il résiste aux Gantois révoltés qui assiègent Audenarde. Au  combat de Lokeren, en 1453, il a cinq chevaux tués sous lui. 
Il est mortellement atteint le 4 juillet 1453, au siège du château de Poucques, par un boulet qui lui enlève le sommet de la tête,.
Il est enterré dans l'église de Lallaing. Avant la Révolution, une pierre tombale se trouvait dans la chapelle Notre-Dame, représentant une statue couchée d'un chevalier armé, avec l'épitaphe suivante : « Chy gist le bon chevalier messire Jacques de Lallaing, aisné filz de hault et noble monsieur Guille, seigneur de Lallaing, quy trepassa au siege devant Poucques le III jour du mois de juillet de l'an mil CCCC et LIII », etc.

## En littérature
Sa vie est racontée dans la Chronique du bon chevalier messire Jacques de Lalain, que l'on a longtemps attribuée à Georges Chastelain (ce qui paraît douteux aujourd'hui).
Sa vie est également racontée par Jean Dennetière.